# Byerley Turk

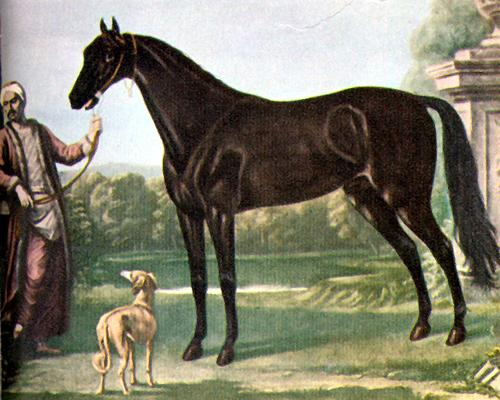
Byerly Turk na obraze anglického malíře Johna Woottona

Byerley Turk (asi 1680 – 1714) byl jedním z tří hřebců, zakládajících plemennou knihu anglických plnokrevníků pro dostihy.

## Historie
Narodil se kolem roku 1680. Prameny uvádějí, že tento kůň byl dovezen z Turecka. V bitvě u Budína v roce 1686, která následovala po obléhání Vídně byl ukořistěn a odvezen do Anglie. Své jméno získal po kapitánovi Byerleym, kterému sloužil jako válečný kůň. V roce 1689 byl poslán do Irska, kde se účastnil Války krále Viléma a také sloužil v bitvě u Boyne.